# Amaurobius intermedius
Amaurobius intermedius là một loài nhện trong họ Amaurobiidae.
Loài này thuộc chi Amaurobius. Amaurobius intermedius được miêu tả năm 1972 bởi Leech.